# 奈良許知麻呂
奈良許知 麻呂（ならのこちの まろ、生没年不詳）は、奈良時代の人物。大和国添上郡（現在の奈良市一帯）の農民。

## 出自
許知は朝鮮半島からの渡来氏族で、古代朝鮮語で「首長」を現す語とみられる。新羅では「己知」は人名の後につける称号として用いられている。『日本書紀』巻第十九には、には百済人己知部（こちふ）が「投化けり」（おのづからまうけり）とあり、倭国の添上郡の山村に住まわせたという話が語られている。『新撰姓氏録』「大和国諸蕃」には、「己智」一族は「出自秦太子胡亥也」とあり、「三林公」・「長岡忌寸」・「山村忌寸」・「桜田連」も同祖としている。
『播磨国風土記』には、飾磨郡に「巨智の里」があり
という地名由来説話が載せられている。

## 記録
『続日本紀』巻第六の語るところによると、麻呂は人となりが孝順で、人とつきあって怨みを受けることがなかった。かつて継母に讒言され、父の家に出入りすることができなくなったが、少しも怨む気色がなく、ますます孝養を尽くした。元明天皇はこれを表彰し、終身租税の負担を免除した、という。
この時代、孝順であることは表彰されるべきものであり、文武天皇の詔によると、「さかのぼって上は曽祖父から下は玄孫に至るまで、累代孝行を尽くす一家があれば、その戸の全員の賦役を免除し、家の門や里の入口に立て札を立てて掲示し、義家とする」となっている。これは賦役令17の「孝子順孫条」によるものである。
天平14年11月の優婆塞貢進解に、「大養徳国添上郡仲戸郷於美里戸主奈良許知伊加都」とあり、麻呂の同族と想定される。『続紀』巻第二十九・巻第三十四には、それぞれ、山村許智人足、山村許智大足の名が現れており、同族と考えられる。また、『続日本後紀』巻第十三、承和10年12月条に、出羽国河辺郡の百姓奈良許知豊継らに「大滝宿禰」を賜ったとあり、「其先百済国人也」としている。